# Captain Future (Anime)
Captain Future ist eine von Tōei Animation produzierte Anime-Fernsehserie aus den Jahren 1978 und 1979, frei basierend auf der amerikanischen Pulp-Magazin-Reihe Captain Future von 1940. Die Serie wurde ab 1980 im ZDF ausgestrahlt.

## Hintergrund der Handlung
Captain Futures Eltern waren die Wissenschaftler Elaine und Roger Newton, die von einem Kriminellen namens Victor Corvo verfolgt wurden und deshalb auf den Mond flohen. In einer versteckten Basis unter dem Krater Tycho wollten sie künstliche Wesen erschaffen, die als Helfer der Menschheit dienen sollten. Begleitet wurden sie auf ihrer Flucht von Professor Simon Wright, einem todkranken, alternden Wissenschaftler, dessen Gehirn vom Körper getrennt und in einen Behälter transferiert wurde, um ihm das Überleben zu ermöglichen. Gemeinsam erschuf das Wissenschaftler-Trio zuerst den Roboter Grag (sozusagen als Prototyp einer künstlichen Lebensform), dann den Androiden Otto.
Kurze Zeit nach Curtis Newtons Geburt machte Victor Corvo die verborgene Mondbasis ausfindig und ermordete Curtis’ Eltern. Grag und Otto töteten im Gegenzug Corvo und seine Handlanger. Curtis Newton wuchs auf dem Mond auf und wurde von Simon Wright, Grag und Otto erzogen und ausgebildet. Volljährig geworden, beschloss er, sich der Verbrechensbekämpfung zu widmen, und nahm deshalb den Namen „Captain Future“ an. Wright, Grag und Otto bilden seine Mannschaft und mit seinem Schiff, der „Comet“, setzt er sich für Frieden und gegen das Verbrechen ein. Außerdem wird er oft begleitet von der Agentin Joan Landor, über die die Erdregierung mit Captain Future Kontakt aufnimmt, und dem früheren Marshall der Planetenpolizei, Eszella Garnie.

## Produktion
Auf der Grundlage von 13 Originalgeschichten produzierte Tōei Dōga (heute Tōei Animation) die 52-teilige Serie. Anstoß dafür gab, dass nach dem Erfolg von Star Wars 1977 George Lucas die Pulp-Romane als eine seiner Inspirationen genannt hatte und entsprechend großes Interesse daran entstand. Regie führte dabei Tomoharu Katsumata und die Drehbücher schrieben Masaki Tsuji und Hiroyuki Hoshiyama. Das Charakterdesign stammt von Takuo Noda und Toshio Mori und die künstlerische Leitung lag bei Tadanao Tsuji. Toshio Mori leitete die Animationsarbeiten.
Die Musik stammt von dem Jazz-Musiker Yūji Ōno. Der Vorspann war Yume no Funenori (夢の舟乗り, „Schiffsfahrt der Träume“), getextet von Keisuke Yamakawa und gesungen zuerst bis Folge 30 von Yūki Hide und ab Folge 31, sowie dem Special von Yukihide Takekawa. Als Abspanntitel wurde Popura-dōri no Ie (ポプラ通りの家, „Haus/Familie der Pappelstraße“) verwendet vom selben Texter, aber gesungen von Peekaboo; beim Special jedoch Oira wa Sabishii Spaceman (おいらは淋しいスペースマン, „ich bin ein einsamer Weltraummann“) mit dem Text von Masahiro Noda und dem Gesang von Yūki Hide.
Die Serie weicht inhaltlich teilweise stark von den Büchern ab: So wurde aus dem Waisenjungen Johnny Kirk, einer Randfigur in einem Roman, die Nebenfigur Ken Scott, und die Rollen des Mondhundes Yiek und des Asteroid-Chamäleons Oak wurden ausgebaut. Während aufgrund der Grenze der Lichtgeschwindigkeit die Romane von Edmond Hamilton alle innerhalb und auf den Planeten des Sonnensystems spielten, wurde in der Animeserie interstellares Reisen mit einem überlichtschnellen „Hyperantrieb“ vorausgesetzt. Die Adaptionen der Originalgeschichten wurden so auf Planeten ferner Systeme übertragen, zumal dabei auch zivilisierte Ureinwohner oder Urwälder eine Rolle spielten.
In der Fernsehserie besteht Captain Futures Mannschaft aus Professor Simon Wright (einem lebenden Gehirn in einem fliegenden Spezialbehälter), Grag (einem Stahlroboter mit ungeheuren Kräften) und Otto (einem Kunstmenschen aus Plastik mit der Fähigkeit, seine Gestalt zu ändern). Weitere Mitstreiter der Future-Mannschaft sind Joan Landor (eine junge Agentin der Planetenpolizei) sowie Eszella Garnie (ein altgedienter Marshall bei der Planetenpolizei). Insgesamt sei die Serie aber eine bemerkenswert originaltreue Adaption, so die Anime Encyclopedia.

## Synchronisation
Die deutsche Synchronisation wurde von der Arena Synchron Berlin erstellt. Für diese Fassung komponierte Christian Bruhn einen vollständig neuen Soundtrack.
| Rolle (jp./dt.)           | Japanischer Sprecher (Seiyū) | Deutscher Sprecher      |
| ------------------------- | ---------------------------- | ----------------------- |
| Captain Future            | Taichirō Hirokawa            | Hans-Jürgen Dittberner  |
| Otho/Otto                 | Keiichi Noda                 | Wolfgang Völz           |
| Grag                      | Ken’ichi Ogata               | Friedrich G. Beckhaus   |
| Prof. Simon Wright        | Kiyoshi Kawakubo             | Jochen Schröder         |
| Joan Randall/Joan Landor  | Eiko Masuyama                | Anita Kupsch            |
| Ezla Garnie/Ezella Garnie | Kazuhiko Kishino             | Michael Chevalier       |
| Ken Scott                 | Kazuhiko Inoue               | Sven Plate              |
| Präsident Cashew          | Tarō Jin                     | Horst Schön             |
| Cashews Sekretärin Ann    | Yumi Nakatani                | Rebecca Völz            |
| Anderson                  |                              | Friedrich Schoenfelder  |
| Dr. Zaro                  |                              | Herbert Stass           |
| Herrscher von Megara      |                              | Klaus Miedel            |
| Wrecker, Su Virru         |                              | Lothar Blumhagen        |
| Ul Quorn/Vul Kuolun       |                              | Joachim Kerzel          |
| Nurara                    |                              | Heidrun Kussin          |
| Big Ear                   |                              | Gerd Duwner             |
| Chameleon                 |                              | Ulrich Gressieker       |
| Darmoore                  |                              | Ernst Wilhelm Borchert  |
| König Murul               |                              | Friedrich W. Bauschulte |
| Lakuku                    |                              | Lutz Riedel             |
| Kim Ivan                  |                              | Hubert Suschka          |
| Shiri                     |                              | Madeleine Stolze        |
| Unyi                      |                              | Arnold Marquis          |
| Erzähler                  | Tarō Jin                     | Helmut Krauss           |

## Ausstrahlung und Episodenliste
Die 52 Folgen wurden vom 7. November 1978 bis zum 18. Dezember 1979 wöchentlich um 19:30 Uhr auf dem Fernsehsender NHK ausgestrahlt. Am 31. Dezember 1978 wurde zudem ein 60-minütiges Neujahrsspecial namens Karei naru Taiyōkei Race (華麗なる太陽系レース) gezeigt. Außer in Japan erschien die Fernsehserie unter anderem auch in Venezuela sowie in arabischer Sprache. In Frankreich und Belgien trägt sie den Titel Capitaine Flam, in Italien und Spanien den Namen Capitan Futuro. Auch erhielten die einzelnen Synchronisationsversionen teilweise jeweils individuelle und atmosphärisch sehr unterschiedliche Soundtracks.
In Deutschland begann das ZDF am 27. September 1980 mit der Ausstrahlung der Fernsehserie. Diese war gekürzt und in der Reihenfolge der mehrteiligen Geschichten verändert worden. Außerdem führte die mehrfache Übersetzung zu veränderten Namen, da diese zunächst aus den englischsprachigen Büchern für die Produktion des Animes ins Japanische übersetzt wurden und für die ZDF-Fassung anschließend ins Deutsche. So war beispielsweise Joan Randall, in japanischer Schrift ジョーン・ランドール (Jōn Randōru) geschrieben, beim Export der Serie als Joan Landor übersetzt worden. Dasselbe gilt für Ul Quorn, welcher japanisch ウル・クォルン (Uru Kworun, wobei kwo sich aus ku + kleines o zusammensetzt) geschrieben und dann fehlerhaft als Vul Kuolun ins Deutsche übertragen wurde.
Im Original gibt es 52 Folgen zu ca. je 30 Minuten, diese bilden 13 übergeordnete Episoden bestehend aus je 4 Folgen. Darüber hinaus existiert ein ca. einstündiges Serienspecial. In Deutschland wurden alle Folgen gekürzt. Dazu wurden zunächst vier Originalfolgen aneinandergereiht und dann auf drei Folgen zu je ca. 25 Minuten geschnitten. Eine Ausnahme bildet die Episode „Das Geheimnis der sieben Steine“, die auch in Deutschland aus vier Folgen besteht. Das Serienspecial Sternstraße zum Ruhm (jap. Karei naru Taiyōkei Race, dt. etwa: „Sonnensystem-Rennen zum Ruhm“, auch unter dem Titel des Bandes Star Trail To Glory bekannt) wurde bisher nicht auf Deutsch synchronisiert. Es ist in der deutschen DVD-Kollektion auf Japanisch mit deutschen Untertiteln erhältlich.
In Deutschland wurden die Episoden in der Reihenfolge gesendet, in der sie synchronisiert worden waren. Da die Episoden inhaltlich Bezug aufeinander nehmen, entstehen dabei Ungereimtheiten. Nachfolgend sind die Folgen zum Vergleich in der original japanischen Ausstrahlungsreihenfolge mit einer Übersetzung der japanischen Titel aufgelistet.
| Japan                                                | Japan                                                | Japan                                                | Deutschland                               | Deutschland | Deutschland |
| Episode                                              | (übersetzter) Originaltitel                          | EA                                                   | Episode                                   | Titel in der deutschen Ausstrahlung | EA |
| 1. Der Schrecken des Weltraumherrschers              | 1. Der Schrecken des Weltraumherrschers              | 1. Der Schrecken des Weltraumherrschers              | Der Herrscher von Megara                  | Der Herrscher von Megara | Der Herrscher von Megara |
| ---------------------------------------------------- | ---------------------------------------------------- | ---------------------------------------------------- | ----------------------------------------- | --- | --- |
| 1                                                    | Der Weltraumherrscher zeigt sich                     | 07.11.1978                                           | 1                                         | Die Rückverwandlung | 18.10.1980 |
| 2                                                    | Das Gefängnis der Feuersee                           | 14.11.1978                                           | 2                                         | Jagd auf den mächtigen Schatten | 25.10.1980 |
| 3                                                    | Das Wunder der fliegenden Festung                    | 21.11.1978                                           | 3                                         | Kampf der Planeten | 08.11.1980 |
| 4                                                    | Entscheidungsschlacht des Mittagsmondes              | 28.11.1978                                           |                                           | | |
| 2. Die verlorene Welt der Zeit                       | 2. Die verlorene Welt der Zeit                       | 2. Die verlorene Welt der Zeit                       | Die Zeitmaschine                          | Die Zeitmaschine | Die Zeitmaschine |
| 5                                                    | SOS vor 100 Millionen Jahren                         | 05.12.1978                                           | 4                                         | Reise in die Vergangenheit | 27.09.1980 |
| 6                                                    | Das Geheimnis des heiligen Sterns Ko'om              | 12.12.1978                                           | 5                                         | Das Geheimnis des Sterns Koom | 04.10.1980 |
| 7                                                    | Die Entstehung des Sonnensystems                     | 19.12.1978                                           | 6                                         | Fünf Milliarden Jahre zurück | 11.10.1980 |
| 8                                                    | Eine Reise fünf Milliarden Jahre zurück              | 26.12.1978                                           |                                           | | |
| 3. Sonnensystem-Rennen zum Ruhm                      | 3. Sonnensystem-Rennen zum Ruhm                      | 3. Sonnensystem-Rennen zum Ruhm                      | (Sternstraße zum Ruhm)                    | (Sternstraße zum Ruhm) | (Sternstraße zum Ruhm) |
| 9                                                    | Einstündiges Serienspecial                           | 31.12.1978                                           |                                           | Die Folge wurde in Deutschland nicht ausgestrahlt, ist aber in allen deutschen DVD- und Blu-ray-Kollektionen auf Japanisch mit deutschen Untertiteln enthalten. | Die Folge wurde in Deutschland nicht ausgestrahlt, ist aber in allen deutschen DVD- und Blu-ray-Kollektionen auf Japanisch mit deutschen Untertiteln enthalten. |
| 4. Herausforderung – Die Unterwasserstadt des Sturms | 4. Herausforderung – Die Unterwasserstadt des Sturms | 4. Herausforderung – Die Unterwasserstadt des Sturms | Der Kampf um die Gravium-Mine             | Der Kampf um die Gravium-Mine | Der Kampf um die Gravium-Mine |
| 10                                                   | Die Verschwörung des Königs der Zerstörung           | 09.01.1979                                           | 7                                         | Der Plan des Wrecker | 03.01.1981 |
| 11                                                   | Eine Falle am Meeresgrund                            | 16.01.1979                                           | 8                                         | Die Unterwasserfalle | 10.01.1981 |
| 12                                                   | Die Seeteufel des Grauens                            | 23.01.1979                                           | 9                                         | Die Seelentransplantation | 17.01.1981 |
| 13                                                   | Das Geheimnis des Königs der Zerstörung              | 30.01.1979                                           |                                           | | |
| 5. Die andere Seite des leuchtenden Sternenfeldes    | 5. Die andere Seite des leuchtenden Sternenfeldes    | 5. Die andere Seite des leuchtenden Sternenfeldes    | Auf der Suche nach der Quelle der Materie | Auf der Suche nach der Quelle der Materie | Auf der Suche nach der Quelle der Materie |
| 14                                                   | Die Zeit des Luft verlierenden Planeten              | 06.02.1979                                           | 10                                        | Luft- und Wasserknappheit auf dem Planeten Laguna | 13.12.1980 |
| 15                                                   | Die Tragödie des finsteren Sternes                   | 13.02.1979                                           | 11                                        | Gefangen auf dem grünen Planeten Kol | 20.12.1980 |
| 16                                                   | Das Gesetz der Wachen                                | 20.02.1979                                           | 12                                        | Die Rettung der Quelle | 27.12.1980 |
| 17                                                   | Der wiederauferstandene Planet                       | 27.02.1979                                           |                                           | | |
| 6. Der Krise des transparenten Planeten              | 6. Der Krise des transparenten Planeten              | 6. Der Krise des transparenten Planeten              | Der Zauberer vom Mars                     | Der Zauberer vom Mars | Der Zauberer vom Mars |
| 18                                                   | Die Herausforderung des Ul Quorn                     | 06.03.1979                                           | 13                                        | Kuolon's Herausforderung | 14.02.1981 |
| 19                                                   | Die Tiefen der Erde, wo das dunkle Volk lebt         | 13.03.1979                                           | 14                                        | Flug in die fünfte Dimension | 21.02.1981 |
| 20                                                   | Allein auf dem Planeten                              | 20.03.1979                                           | 15                                        | Der unsichtbare Planet | 28.02.1981 |
| 21                                                   | Das Phantomvolk des transparenten Planeten           | 27.03.1979                                           |                                           | | |
| 7. Die sieben Schätze des Sonnensystems              | 7. Die sieben Schätze des Sonnensystems              | 7. Die sieben Schätze des Sonnensystems              | Das Geheimnis der sieben Steine           | Das Geheimnis der sieben Steine | Das Geheimnis der sieben Steine |
| 22                                                   | Die geheimnisvollen Steine der schlafenden Galaxie   | 03.04.1979                                           | 16                                        | Der Weltraumzirkus und die geheimnisvollen Steine | 15.11.1980 |
| 23                                                   | Todeskampf im Galaxis-Zirkus                         | 10.04.1979                                           | 17                                        | Unter Zirkuskünstlern | 22.11.1980 |
| 24                                                   | Captain Future ist tot!                              | 17.04.1979                                           | 18                                        | Ein falscher Captain stirbt | 29.11.1980 |
| 25                                                   | Das unbekannte Mikro-Universum                       | 24.04.1979                                           | 19                                        | Das Abenteuer im Mikrokosmos | 06.12.1980 |
| 8. Der dunkle Stern nähert sich                      | 8. Der dunkle Stern nähert sich                      | 8. Der dunkle Stern nähert sich                      | Der schwarze Planet                       | Der schwarze Planet | Der schwarze Planet |
| 26                                                   | Der wirbelnde Grabstein                              | 01.05.1979                                           | 20                                        | Sonnensystem in Gefahr | 24.01.1981 |
| 27                                                   | Der heulende Gletscher                               | 08.05.1979                                           | 21                                        | Abenteuer in der Eiswüste | 31.01.1981 |
| 28                                                   | Der Monsterjäger erzählt                             | 15.05.1979                                           | 22                                        | Eine Fata Morgana verschwindet | 07.02.1981 |
| 29                                                   | Die Zivilisation des Phantomsterns der Illusionen    | 22.05.1979                                           |                                           | | |
| 9. Rebellion des Weltraumgefangenenschiffes          | 9. Rebellion des Weltraumgefangenenschiffes          | 9. Rebellion des Weltraumgefangenenschiffes          | Mitgefangen im Weltall                    | Mitgefangen im Weltall | Mitgefangen im Weltall |
| 30                                                   | Das Gefangenenschiff wird entführt!                  | 29.05.1979                                           | 23                                        | Ein Raumschiff wird gekapert | 07.03.1981 |
| 31                                                   | Die Flucht aus der Milchstraße                       | 05.06.1979                                           | 24                                        | Flucht aus der Milchstraße | 14.03.1981 |
| 32                                                   | Abreise von Zaro                                     | 12.06.1979                                           | 25                                        | Wer wagt, gewinnt | 21.03.1981 |
| 33                                                   | Space Men vom Sternenebel                            | 19.06.1979                                           |                                           | | |
| 10. Duell auf dem Mond der Magie                     | 10. Duell auf dem Mond der Magie                     | 10. Duell auf dem Mond der Magie                     | Die Rolle seines Lebens                   | Die Rolle seines Lebens | Die Rolle seines Lebens |
| 34                                                   | Captain Future gesucht!                              | 26.06.1979                                           | 26                                        | Schauspieler gesucht | 11.03.1982 |
| 35                                                   | Gefährlicher Drehort                                 | 03.07.1979                                           | 27                                        | Film oder Diamanten? | 18.03.1982 |
| 36                                                   | Planet der Illusionen                                | 17.07.1979                                           | 28                                        | Letzter Drehort: Magischer Mond | 25.03.1982 |
| 37                                                   | Einsatz der ultimativen Waffe                        | 31.07.1979                                           |                                           | | |
| 11. Die Verschwörung des Kometenkönigs               | 11. Die Verschwörung des Kometenkönigs               | 11. Die Verschwörung des Kometenkönigs               | Die Elektromenschen                       | Die Elektromenschen | Die Elektromenschen |
| 38                                                   | Die verschwundenen Raumschiffe                       | 07.08.1979                                           | 29                                        | Raumschiffe verschwunden! | 03.12.1981 |
| 39                                                   | Der Gouverneur des Kometen                           | 14.08.1979                                           | 30                                        | Überraschungen beim Elektrolichtfest | 10.12.1981 |
| 40                                                   | Die wahre Gestalt der Allus                          | 28.08.1979                                           | 31                                        | Alulus, ein Wesen aus der vierten Dimension | 17.12.1981 |
| 41                                                   | Welt der Alpträume – Die vierte Dimension            | 04.09.1979                                           |                                           | | |
| 12. Gefahr – Die Schmuggler des ewigen Lebens        | 12. Gefahr – Die Schmuggler des ewigen Lebens        | 12. Gefahr – Die Schmuggler des ewigen Lebens        | Das gefährliche Lebenselixier             | Das gefährliche Lebenselixier | Das gefährliche Lebenselixier |
| 42                                                   | Das Schmugglersyndikat des ewigen Lebens             | 11.09.1979                                           | 32                                        | Die Maschinenstadt | 07.01.1982 |
| 43                                                   | Herausforderung vom Herrscher des ewigen Lebens      | 25.09.1979                                           | 33                                        | Ein Verdächtiger verschwindet | 14.01.1982 |
| 44                                                   | Die Illusion von Leben und Tod                       | 09.10.1979                                           | 34                                        | Die Quelle des ewigen Frühlings | 21.01.1982 |
| 45                                                   | Die Stadt der Ewigkeit                               | 23.10.1979                                           |                                           | | |
| 13. Die Rettung des Planeten Tarast                  | 13. Die Rettung des Planeten Tarast                  | 13. Die Rettung des Planeten Tarast                  | Planet in Gefahr                          | Planet in Gefahr | Planet in Gefahr |
| 46                                                   | Der rettende Held aus der Legende                    | 30.10.1979                                           | 35                                        | Hilferuf vom Planeten Tarust | 28.01.1982 |
| 47                                                   | Der Plan zur Rettung Grags                           | 06.11.1979                                           | 36                                        | Die Suche nach Grag | 04.02.1982 |
| 48                                                   | Die Höllenstrafe der Einsamkeit                      | 13.11.1979                                           | 37                                        | Der legendäre Held Fatul | 11.02.1982 |
| 49                                                   | Das Rätsel des Helden Kafuru                         | 20.11.1979                                           |                                           | | |
| 14. Das Geheimnis der künstlichen Evolution          | 14. Das Geheimnis der künstlichen Evolution          | 14. Das Geheimnis der künstlichen Evolution          | Ein gefährliches Geheimnis                | Ein gefährliches Geheimnis | Ein gefährliches Geheimnis |
| 50                                                   | Das Rätsel der Weltraumruinen                        | 27.11.1979                                           | 38                                        | Die Weltraumruinen | 18.02.1982 |
| 51                                                   | Das Rätsel der Halbbestienmenschen                   | 04.12.1979                                           | 39                                        | Bei den Tiermenschen | 25.02.1982 |
| 52                                                   | Showdown in der Todesstadt                           | 11.12.1979                                           | 40                                        | Die Höhle des Lebens | 04.03.1982 |
| 53                                                   | Auf der anderen Seite von Licht und Dunkelheit       | 18.12.1979                                           |                                           | | |

## CD-, DVD- und Blu-ray-Veröffentlichungen

### Soundtrack
- CD mit der Musik von Christian Bruhn: Captain Future, Colosseum CST 34.8051
- CD mit dem Originalsoundtrack der Serie: キャプテン・フューチャー – Original Sound Track, Nippon Columbia COCX-31686→87 (Doppel-CD)
- CD/LP mit Remixen des Bruhn-Soundtrack: Captain Future Re-animated, Colosseum CAS 8501, mit Remixen von Le Hammond Inferno, Air Liquide, Herr Stenzel, N.O.H.A., Balduin, Egotronic, Viktor Marek, Superpreachers etc.
- Coverversion von Phil Fuldner: The Final – The Captain Future Theme, BMG kosmo records 74321 57160 2

### DVD
Die Fernsehserie und das Special sind in Deutschland auf DVD erschienen. Die Reihenfolge der Handlungsbögen entspricht dabei nicht der deutschen Ausstrahlung, sondern der ursprünglichen Reihenfolge in Japan.
Deutsche Veröffentlichungen
- Captain Future DVD-Komplettbox (2016, acht DVDs, deutsche Sprachfassung, HD-Master)[3]
- Captain Future Volume 1 (2016, zwei DVDs, Folge 1–12, HD-Master)
- Captain Future Volume 2 (2017, zwei DVDs, Folge 13–22, HD-Master)
- Captain Future Volume 3 (2017, zwei DVDs, Folge 23–31, HD-Master)
- Captain Future Volume 4 (2017, zwei DVDs, Folge 32–40, HD-Master)
- Captain Future DVD Collection 1 – Episode 1–25 (2003, vier DVDs, deutsche Sprachfassung, ZDF-Master)
- Captain Future DVD Collection 2 – Episode 26–40 (2003, drei DVDs, deutsche Sprachfassung, ZDF-Master und Film A brilliant race over the solar system in der japanischen Originalfassung mit deutschen Untertiteln)

Fremdsprachige Veröffentlichungen
- Capitaine Flam Box mit sieben DVDs – Episode 1–52 (französisch, ungeschnitten)
- Capitaine Flam DVD Course à travers le system solaire – Le Film ! (französisch[4])
- Capitan Futuro neun Einzel-DVDs – Episoden 1–52 (Italienisch, Japanisch, ungeschnitten)

### Blu-ray
- Captain Future Komplettbox (2016, alle 40 Episoden, vier Blu-rays)[3]
- Captain Future „Limited Collector’s Edition“ (2016, 40 Episoden in der ZDF-Schnittfassung und 52 Folgen in der japanischen Originalfassung, neun Blu-rays)
- Captain Future - Collector’s Edition (2019, Neun Blu-rays, 40 Episoden in der ZDF-Schnittfassung und 52 Folgen in der japanischen Originalfassung)
- Captain Future Volume 1 (2016, eine Blu-ray, Folge 1–12)
- Captain Future Volume 2 (2017, eine Blu-ray, Folge 13–22)
- Captain Future Volume 3 (2017, eine Blu-ray, Folge 23–31)
- Captain Future Volume 4 (2017, eine Blu-ray, Folge 32–40)

Fremdsprachige Veröffentlichungen
- Capitaine Flam Box mit sechs Blu-rays – Episode 1–52 (französisch und japanisch, ungeschnitten)

## Spiele und sonstige Merchandising-Artikel
Zu den zur Fernsehserie veröffentlichten Spielen gehören im deutschsprachigen Raum das Brettspiel „Captain Future – Die Eroberung der Planeten“ von Wolfgang Kramer und das Captain-Future-Kartenquartett, beide erschienen bei ASS Altenburger. Panini veröffentlichte ein Captain-Future-Klebebilderalbum mit Bildern aus der Serie.
In Japan brachte die Firma Popy detaillierte Modelle der Comet und des Cosmoliners auf den Markt. Beigefügt waren etwa 4–5 cm große unbemalte Figuren von Captain Future, Grag, Otto, Yiek und Oak (Professor Simon Wright fehlte).
Sowohl Popy in Japan als auch Mattel in Europa brachten unter der Bezeichnung „Future Stars“ ein Set aus den drei Figuren Captain Future, Grag und Otto heraus. Diese etwa 8–10 cm großen Figuren waren jedoch nur spärlich bemalt und lieblos produziert (die Waffen der Figuren hatten bei der Mattel-Fassung ein helleres Blau und bestanden aus härterem Plastik als bei der Popy-Version). In dazu passender Größe gab es auch den Cosmoliner, der entweder einzeln oder im Set mit den Figuren erhältlich war.
Wenige Hersteller aus der Garagekit-Szene (wie z. B. Scalemodel Company, BurTECH und zuletzt Panik! Props) haben in den letzten Jahren Modelle und Bausätze aus verschiedensten Materialien in Klein- und Kleinstauflagen veröffentlicht, die Bandbreite reicht hier vom handgeschnitzten und auf Bestellung gefertigten Edelholzmodell bis zum hochdetaillierten Rapid Prototyping mit einer Genauigkeit, die von den früheren Herstellern Popy und Mattel mit dem damaligen Stand der Technik nicht zu erreichen war.

## Rezeption
Die Anime-Serie war in Westdeutschland die erste ihrer Art, die sich an Kinder jenseits des Grundschulalters richtete. Der damalige Leiter des Kinder- und Jugendprogrammes, Josef Göhlen, war überzeugt davon, dass Science-Fiction-Erzählungen bei Kindern positiv aufgenommen würden. Die Serie wurde nach dem damaligen Verständnis des Jugendschutzes für das deutsche Fernsehen bearbeitet und war in der Bundesrepublik durch den Verkauf von Merchandise-Artikeln erfolgreich. Die Ausstrahlung führte allerdings zu Protesten bei Eltern und Jugendorganisationen; selbst in einem Schulbuch wurde vor der Serie gewarnt. Heute genießt Captain Future im deutschen Sprachraum Kultstatus, nicht zuletzt dank des von Christian Bruhn neu erstellten, futuristischen Soundtracks, der sich völlig von der Musik des japanischen Originals unterscheidet. In der Titelmelodie spielt Bruhn Klavier und seine damalige Ehefrau Erika singt den Sopran.
Im Film Ginga Tetsudō 999 vom selben Produktionsstudio Toei schaut die Hauptperson auf einem Weltraumflug aus dem Fenster. Zu sehen ist unter anderem ein Raumschiff, das der Comet von Captain Future sehr ähnlich sieht.
Im Jahr 1998 kam der Titel The Final von Phil Fuldner, ein Remix des Captain-Future-Titels Feinde greifen an, in die Top Ten der deutschen Single-Charts.